# Mount Achilles (Palmer-Archipel)
Mount Achilles ist ein 1280 m hoher und verschneiter Berg mit steilen Flanken im Zentrum der Anvers-Insel im Palmer-Archipel. Er ragt 6,5 km südwestlich des Mount Nestor auf.
Vermessungen des Berges führte der Falkland Islands Dependencies Survey im Jahr 1955 durch. Das UK Antarctic Place-Names Committee benannte ihn nach dem griechischen Sagenheld Achilleus.